# Bacurau-norte-americano
Noitibó-norte-americano ou bacurau-norte-americano (Chordeiles minor) é uma espécie migratória de bacurau que mede cerca de 23 cm de comprimento e recebe seu nome popular pelo fato de migra da América do Norte até a Argentina. Tais aves possuem garganta e asas barradas de branco, e uma larga faixa dessa cor entre a base e a extremidade das asas. Também são conhecidas pelo nome de bacurau-de-bando.
Normalmente escuro (cinza, preto e marrom),  exibindo coloração críptica e padrões intrincados, este pássaro é difícil de detectar a olho nu durante o dia. Outrora aéreo, com seu voo flutuante mas errático, esse pássaro é o mais conspícuo. A característica mais notável deste insetívoro aéreo é seu pequeno bico, que desmente a maciça de sua boca. Alguns afirmam ter semelhanças de aparência com as corujas . Com sua postura horizontal  e pernas curtas, o gavião-noturno comum não viaja com frequência no solo, preferindo empoleirar-se na horizontal, paralelo aos galhos, em postes, no solo ou no telhado.   Os machos desta espécie podem empoleirar-se juntos, mas a ave é principalmente solitária. O Nighthawk comum mostra variabilidade no tamanho do território.
Este caprimulgídeo tem uma cabeça grande e achatada com olhos grandes; no bico, faltam cerdas rictais. O bacurau-norte-americano tem asas longas e delgadas que em repouso se estendem além de uma cauda talhada. Há barreiras visíveis nas laterais e no abdômen,  também manchas brancas nas asas.
O bacurau-norte-americano mede 22 a 25 centímetros de comprimento,  exibe uma envergadura de 51 a 61 centímetros, pesa de 55 a 98 gramas e tem um tempo de vida médio de 4 a 5 anos.

## Nomes e etimologia

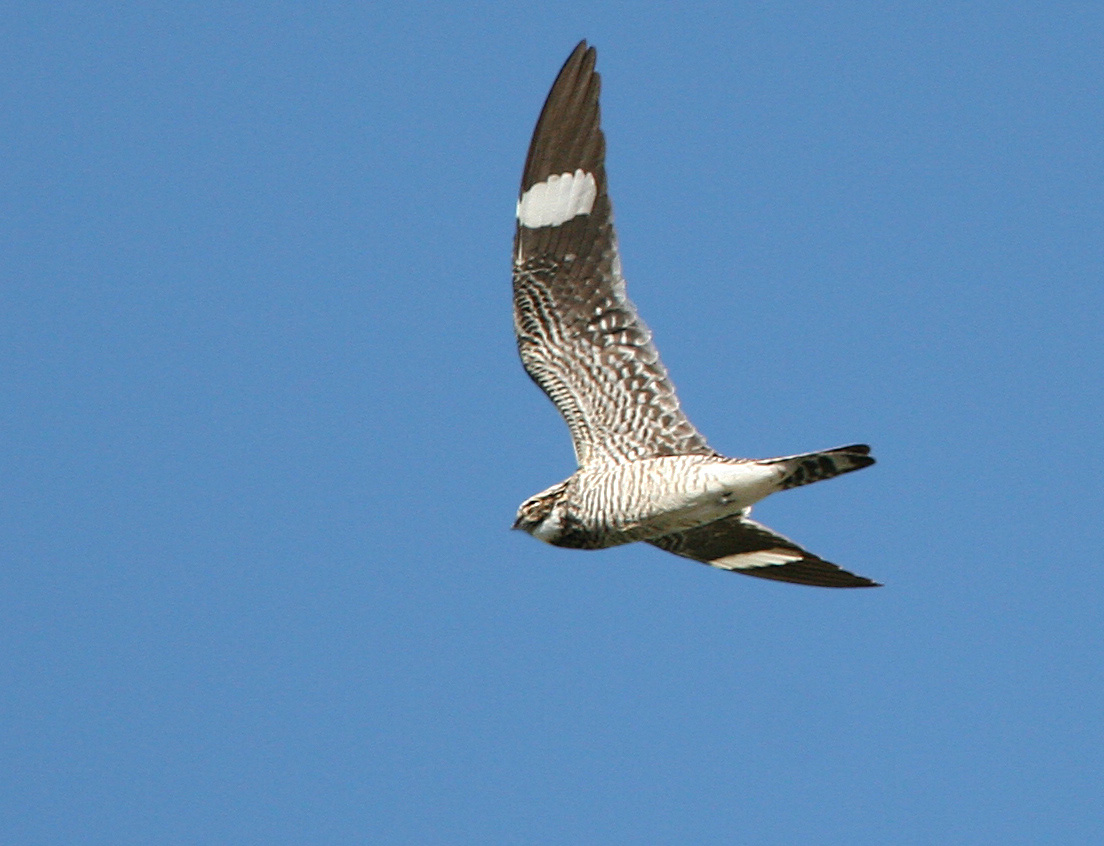
Em voo mostrando barras laterais brancas características

O nome do gênero Chordeiles vem do grego antigo khoreia, uma dança com música, e deile, "noite". O epíteto específico minor é o latim para "menor".
O termo "nighthawk", usado para animais desse tipo em inglês, foi registrado pela primeira vez na Bíblia de King James de 1611, e era originalmente um nome local na Inglaterra para o noitibó-da-europa. Seu uso nas Américas para se referir a membros do gênero Chordeiles e gêneros relacionados foi registrado pela primeira vez em 1778.
O bacurau-norte-americano é às vezes chamado de "morcego-touro", devido ao seu voo percebido como "semelhante ao de um morcego" e ao barulho "semelhante ao de um touro" feito por suas asas ao sair de um mergulho.
Eles, além de outros bacuraus, também são chamados de "bugeaters" (comedores de inseto em inglês) por sua dieta insetívora. O bacurau-norte-americano é provavelmente a razão do apelido do estado de Nebraska ter sido outrora o "Estado Bugeater", e seu povo ser conhecido como "bugeaters".

## Taxonomia
Dentro da família Caprimulgidae, a subfamília Chordeilinae (bacuraus) está limitada ao Novo Mundo e se diferencia da subfamília Caprimulginae, pela falta de cerdas rictais.
A União dos Ornitólogos Americanos tratou o pequeno bacurau das Antilhas como conspecífico com o bacurau-norte-americano até 1982.

### Subespécies
São 9 subespécies atualmente reconhecidas:
- Cm. panamensis - Eisenmann, 1962 : reproduz-se na encosta do Pacífico do Panamá e noroeste da Costa Rica. Deixa o Panamá durante o inverno em busca de pontos na América do Sul
- Cm. neotropicalis - Selander & Alvarez del Toro, 1955 : reproduz-se no sul do México e Honduras
- Cm. howelli - Oberholser, 1914 : reproduz-se no centro-oeste dos Estados Unidos (norte do Texas, oeste de Oklahoma e Kansas a leste do Colorado, forma menos típica no centro do Colorado, nordeste de Utah e Wyoming). É mais escuro do que o sennetti e mais claro e menos canela do que o henryi .
- Cm. hesperis - Grinnell, 1905 : reproduz-se no sudoeste do Canadá (British Columbia e Alberta), no interior oeste dos Estados Unidos (Washington, Montana, Nevada, interior da Califórnia, Utah, extremo norte do Colorado, oeste de Wyoming). É mais escuro do que o sennetti e mais claro e menos canela do que o henryi .
- Cm. aserriensis - Cherrie, 1896 : reproduz-se do centro-sul do Texas ao norte do México. É mais escuro do que o sennetti e mais claro e menos canela do que o henryi .
- Cm. chapmani - Coues, 1888 : reproduz-se do sudeste do Kansas ao leste da Carolina do Norte e do sul ao sudeste do Texas e sul da Flórida. É a mais escura das subespécies.
- Cm. sennetti - Coues, 1888 : raças no norte das Grandes Planícies: leste de Montana, sul de Saskatchewan, Manitoba, ao sul de Dakota do Norte, Minnesota e Iowa. É a mais pálida das subespécies.
- Cm. henryi - Cassin, 1855 : reproduz-se do sudeste de Utah e sudoeste do Colorado através das montanhas do oeste do Texas, Arizona e Novo México (menos nordeste) até o leste de Sonora, Chihuahua e Durango. É único, com bordas de pena cor-de-canela nas partes superiores.
- Cm. minor - ( JR Forster, 1771) : reproduz-se do sudeste do Alasca à Ilha de Vancouver, Colúmbia Britânica, Canadá e sul do Canadá / norte dos Estados Unidos (Minnesota, Indiana) à Virgínia, Carolina do Norte, Geórgia e Oklahoma. Considerada por alguns como a subespécie mais escura.[14]

### História
Esta espécie é registrada como disseminada durante o Pleistoceno Superior, da Virgínia à Califórnia e de Wyoming ao Texas.
No final do século XIX e início do século XX, os bacuraus-norte-americanos tinham hábitos de caça diurna de insetos, e viajavam em bandos migratórios, eram caçados por esporte e alimentação e por serem vistos como predadores.

### Identificação de campo

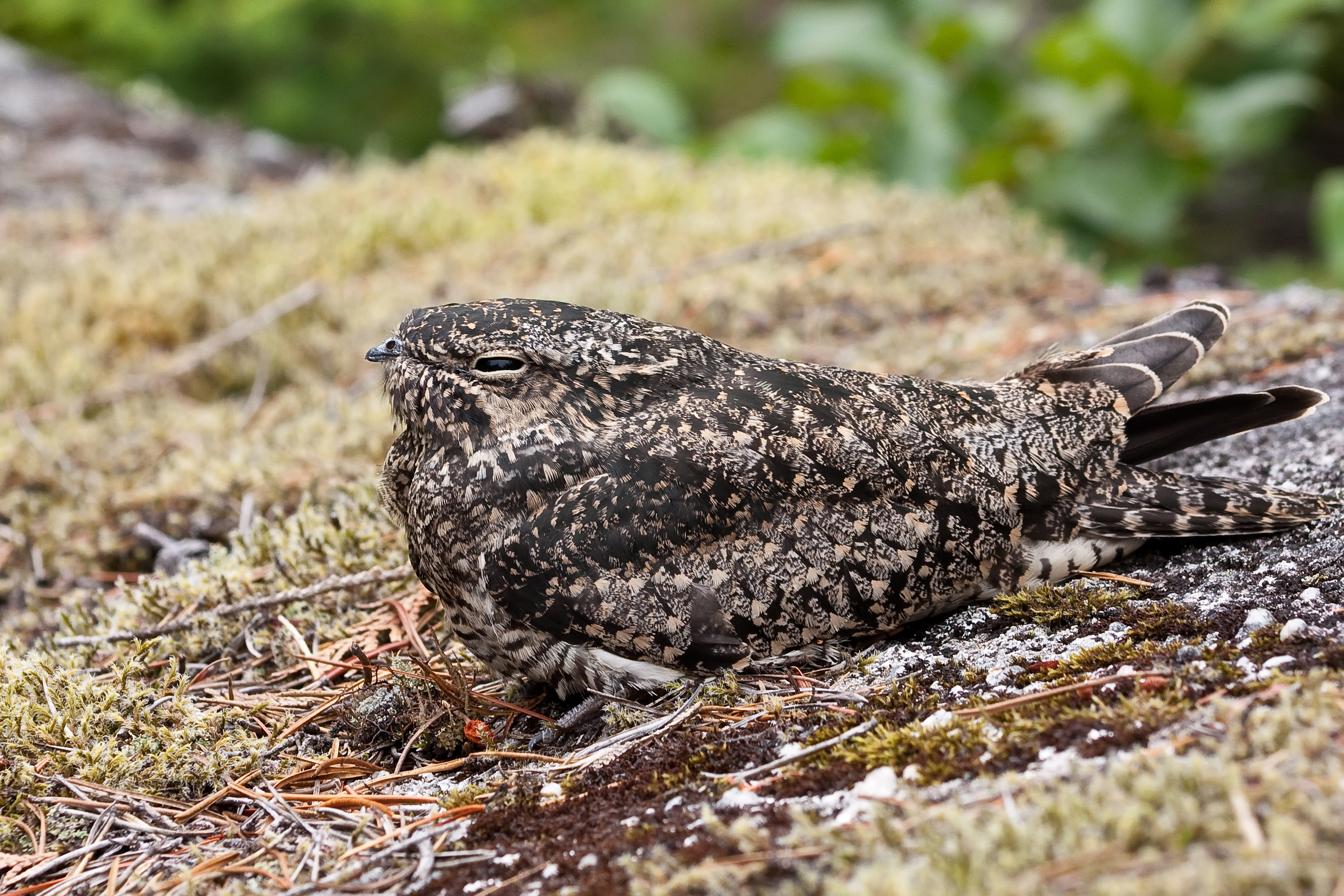
Bacurau-norte-americano na Colúmbia Britânica

O bacurau-norte-americano distingue-se de outros caprimulgídeos por sua cauda bifurcada (inclui uma barra branca nos machos); suas asas pontiagudas longas, sem barras, com manchas brancas distintas; sua falta de cerdas rictais e o identificador chave - seu canto inconfundível. Essas aves variam de 21 a 25 cm em comprimento total e de 51 a 61 cm na envergadura de asa.  A massa corporal pode variar de 55 a 98 g. Entre as medidas padrão, a corda máxima da asa é de 17.2 a 21.3 cm, a cauda é de 13 a 15 cm, o bico é de 0.5 a 0.8 centímetros e o tarso é de 1,2 a 1,6 cm.
O bacurau-norte-americano  assemelha-se ao bacurau das antilhas e ao bacurau-de-asa-fina e ocorre, pelo menos sazonalmente, em toda a distribuição norte-americana de ambas as espécies. O  bacurau-de-asa-fina é um pássaro menor e exibe uma cor de couro nos abrigos infracaudais, onde o bacurau-norte-americano é branco. Os bacuraus-norte-americanos e os bacuraus das Antilhas são totalmente escuro na porção basal das penas primárias, enquanto bacuraus-de-asa-fina têm bandas de manchas cor de couro. Os bacuraus norte-americanos e das Antilhas têm uma primária externa, uma ponta de asa mais pontiaguda do que o bacurau-de-asa-fina. O bacurau-norte-americano comum forrageia mais acima do solo do que o bacurau-de-asa-fina e tem um canto diferente. A única maneira confiável de distinguir o bacurau das Antilhas sem perturbação é também pelas diferenças em seus cantos. Visualmente, eles só podem ser distinguidos como diferentes do bacurau-norte-americano uma vez na mão do pesquisador. Diferenças sutis são relatadas como um desafio na identificação de campo.

## Habitat e distribuição
O bacurau-norte-americano pode ser encontrado em florestas, desertos, savanas, praias e matagais desérticos, cidades,  e pradarias,  em elevações do nível do mar ou abaixo de 3,000 m (9,800 ft) .  Eles fazem parte de um punhado de pássaros que habitam florestas recentemente queimadas e, em seguida, diminuem em número à medida que o crescimento sucessional ocorre nos anos ou décadas seguintes. O bacurau-norte-americano é arrastado para áreas urbanas construídas por insetos.
Acredita-se que o pássaro não seja capaz de entrar em torpor,  embora outras evidências sugiram que sim.

### Migração
Durante a migração, os bacuraus-norte-amercanos podem viajar 2500 a 6800 quilômetros. Eles migram de dia ou de noite em bandos soltos; frequentemente na casa dos milhares,  nenhum líder visível sendo observado. A enorme distância percorrida entre os criadouros e a área de inverno é uma das migrações mais longas da América do Norte. A jornada para o norte começa no final de fevereiro e as aves chegam ao destino em meados de junho. A migração para o sul começa em meados de julho e chega ao fim no início de outubro.
Durante a migração, essas aves foram relatadas viajando através da América Central, Flórida, Índias Ocidentais,  Cuba, Caribe e Bermuda,  finalmente completando sua jornada nas terras de inverno da América do Sul, principalmente Argentina.
Como insetívoros aéreos, os migrantes se alimentam durante o trajeto,  reunindo para caçar em pântanos, rios e margens de lagos. Em Manitoba e Ontário, Canadá, é relatado que durante a migração os bacuraus-norte-americanos são vistos mais comumente no final da tarde, à noite, se alimentando principalmente ao pôr-do-sol.
O bacurau-norte-americano passa o inverno no sul da América do Sul, mas a distribuição nesta faixa é pouco conhecida devido às dificuldades em distinguir o pássaro do bacurau-de-asa-fina. Em alguns países da América do Sul e Central, a falta de estudos levou a registros restritos e incompletos da ave. Os registros mostram que a ave pode passar invernos no Equador, Peru, Bolívia, Brasil, Paraguai, Uruguai e Argentina.

## Muda
No bacurau-norte-americano todas as plumas corporais e rectrizes são substituídas na muda pós-juvenil. Esta muda começa em setembro no criadouro; a maior parte da plumagem do corpo é substituída, mas as coberturas das asas e rectrizes não são concluídos até janeiro-fevereiro, uma vez que a ave chega ao local de inverno. Não há nenhuma outra muda antes da muda anual do adulto. Os bacuraus-norte-americanos têm uma muda completa que ocorre principalmente ou completamente nas áreas de inverno e não é concluída até janeiro ou fevereiro.

## Comportamento

### Vocalização
Em defesa de seus ninhos, as fêmeas fazem um som áspero e os machos batem as asas juntos.  Machos fortemente territoriais realizam mergulhos contra fêmeas e intrusos como humanos ou guaxinins.

### Alimentação e dieta
Voadores frequentes, o  bacurau-norte-americano caça voando  por longos períodos em grandes altitudes ou em áreas abertas.  Insetos voadores crepusculares são sua fonte preferida de alimento. A caça termina quando o crepúsculo se transforma em noite e recomeça quando a noite chega ao amanhecer.   A alimentação noturna (na escuridão total) é rara,  mesmo em noites de lua cheia.  A ave apresenta tendências oportunistas de alimentação, embora possa ajustar sua escolha de refeição momentos antes da captura.
Presume-se que a visão seja o principal sentido de detecção; nenhuma evidência existe para apoiar o uso de ecolocalização. Observou-se que as aves convergem em fontes de luz artificial em um esforço para procurar por insetos atraídos pela luz.  A velocidade média de voo de bacuraus-norte-americanos é 23.4 km/h (14.5 mph) .

### Bebida e excrementos
Observou-se que o bacurau-norte-americano bebe água em sua faixa de inverno voando extremamente baixo sobre a superfície da água. 
O bacurau norte-americano é conhecido por liberar fezes em torno dos ninhos e posições de empoleiramento. O pássaro defeca esporadicamente durante o voo. A defecação é pungente.

### Reprodução e aninhamento
O bacurau norte-americano se reproduz durante o período de meados de março ao início de outubro. É mais comum ter apenas uma ninhada por temporada, porém às vezes uma segunda ninhada é produzida. Presume-se que a ave reproduza todos os anos. Foi relatada a reutilização de ninhos por fêmeas nos anos subsequentes.  Um hábito monogâmico também foi recentemente confirmado.
O cortejo e a seleção de parceiros ocorrem parcialmente durante o voo. O macho mergulha e faz um som explosivo em um esforço para atrair a atenção feminina; a fêmea pode estar voando sozinha ou parada no solo.
A cópula ocorre quando o par se estabelece no chão junto; o macho com seu corpo balançando, cauda espalhada abanando e garganta protuberante expressa sons guturais de coaxar. Essa exibição pelo macho é realizada repetidamente até a cópula.
Os habitats de reprodução/nidificação preferido são as regiões de floresta com afloramentos rochosos, em clareiras, em áreas queimadas   ou em pequenas manchas de cascalho arenoso.   Os ovos não são colocados em um ninho, mas em rocha nua, cascalho  ou às vezes em um substrato vivo como o líquen.  Menos populares são os criadouros em ambientes agrícolas.  Conforme exibido na última parte do 2 0ºséculo, reproduçãoão urbana está em declínio.  Se ocorrerem criadouros urbanos, eles são observados em telhados planos de cascalho.

### Predadores
Como outros membros do clã caprimulgida, os hábitos de nidificação terrestre do bacurau-norte-americano colocam seus ovos e filhotes em risco de predação por carnívoros terrestres, como guaxinins e gambás.  A predação confirmada em adultos é restrita a gatos domésticos, águias-reais e corujões-orelhudos .   Os falcões-peregrinos também foram vistos atacando bacuraus como presas, embora a tentativa de predação registrada não tenha sido bem-sucedida.  Outros predadores suspeitos são susceptíveis de atacá-los, como cães, coiotes, raposas, falcões, falcões americanos, corujas, corvos e corvos e cobras.

## Estado e conservação
Houve um declínio geral no número de bacuraus-norte-americanosna América do Norte, mas alguns aumentos populacionais também ocorreram  em outras localizações geográficas.  A grande variedade da ave torna os limites de risco individuais em regiões específicas difíceis de estabelecer.  Em Ontário, o gavião-noturno comum é classificado como uma espécie de preocupação especial.
A falta de telhados planos, pesticidas, aumento da predação e perda de habitat são fatores que contribuem de seu declínio. Outras causas potenciais não estudadas de declínio incluem mudanças climáticas, doenças, atropelamentos, torres feitas pelo homem (apresentando riscos aéreos) e parasitas.
A ausência de telhados planos (feitos com cascalho) em ambientes urbanos é uma causa importante de declínio. Em um esforço para fornecer áreas de reprodução, blocos de cascalho foram adicionados nos cantos dos telhados emborrachados; e ninhos já foram observados nessas estruturas.

## References
1. 1 2  «Chordeiles minor». BirdLife International. Lista Vermelha de Espécies Ameaçadas. 2012. 2012. Consultado em 26 de novembro de 2013
2. ↑  «Caprimulgidae». Aves do Mundo. 26 de dezembro de 2021. Consultado em 5 de abril de 2024
3. ↑  Paixão, Paulo (Verão de 2021). «Os Nomes Portugueses das Aves de Todo o Mundo» (PDF) 2.ª ed. A Folha — Boletim da língua portuguesa nas instituições europeias. ISSN 1830-7809. Consultado em 5 de abril de 2024. Cópia arquivada (PDF) em 23 de abril de 2022
4. 1 2 3  Sibley, David Allen (2001). The Sibley Guide to Bird Life & Behaviour. [S.l.]: Chanticleer Press, Inc.
5. 1 2 3 4 5 6 7 8 9  The Birds of Manitoba. Manitoba Avian Research Committee. [S.l.]: Manitoba Naturalists Society. 2003. ISBN 9780969728016
6. 1 2 3 4 5 6 7 8 9 10 11 12 13 14 15 16 17 18 19  Poulin, R.; Grindal, S.; Brigham, R. (1996). «Common Nighthawk, no. 213». The Birds of North America. [S.l.]: The American Ornithologists' Union
7. ↑  Jobling, James A. (2010). The Helm Dictionary of Scientific Bird Names. London: Christopher Helm. pp. 104, 256. ISBN 978-1-4081-2501-4
8. ↑  Predefinição:Cite OED
9. 1 2 3 4  Elphick, J., ed. (2007). Atlas of Bird Migration. [S.l.]: Firefly Books. ISBN 978-1554079711
10. ↑  «NE [Nebraska] introduction». netstate.com
11. ↑  Capace, Nancy (1 de janeiro de 1999). Encyclopedia of Nebraska. [S.l.]: Somerset Publishers, Inc. pp. 2–3
12. ↑  U.S. Boston, MA: D. Lothrop Company. 1890. p. 77. An index to the United States of America: Historical, geographical and political. A handbook of reference combining the “curious” in U.S. history.
13. ↑  Gill, F.; Donsker, D., eds. (2014). «IOC World Bird List» 4.4 ed. doi:10.14344/IOC.ML.4.4. Consultado em 15 de novembro de 2014
14. 1 2 3 4 5 6 7 8  Holyoak, D.T. (2001). Nightjars and their Allies: the Caprimulgiformes. [S.l.]: Oxford University Press. ISBN 0-19-854987-3
15. ↑  «Common Nighthawk». mountainnature.com. Consultado em 14 de agosto de 2013
16. ↑  «Sounds». allaboutbirds.org. Common Nighthawk. Cornell Laboratory of Ornithology
17. ↑  Brigham, R.M.; Fenton, M.B.; Aldridge, H.D.J.N. (1998). «Flight speed of foraging Common Nighthawks (Chordeiles minor): Does the measurement technique matter?». American Midland Naturalist. 139 (2): 325–330. JSTOR 2426689. doi:10.1674/0003-0031(1998)139[0325:fsofcn]2.0.co;2
18. ↑  Canevari, M.; Canevari, P.; Carrizo, G.; Harris, G.; Mata, J.; Straneck, R. (1991). Nueva guia de las aves Argentinas [New Guide to the Birds of Argentina] (em espanhol). Buenos Aires: Fundacion Acindar citado em Poulin, Grindal, & Brigham (1996).[6]
19. ↑  Gillette, L. (1991). «Survey of common nighthawks in Minnesota, 1990». The Loon. 62: 141–143 cited in Birds of Manitoba (2003, p. 238)[5](p238).
20. ↑  Kantrud, H.A.; Higgins, K.F. (1992). «Nest and nest site characteristics of some groundnesting, nonpasserine birds of northern grasslands». Prairie Naturalist. 24: 67–84
21. ↑  Olendorff, R.R. (1976). «The food habits of North American golden eagles». American Midland Naturalist. 95 (1): 231–236. JSTOR 2424254. doi:10.2307/2424254
22. ↑  Bennett, G. (1987). «A vellication of nighthawks». Birdfinding in Canada. 7: 16
23. ↑  Gross, A.O. (1940).  Bent, A.C., ed. «Eastern Nighthawk». U.S. Natl. Mus. Bull. Life histories of North American cuckoos, goatsuckers, hummingbirds, and their allies. 176: 206–234
24. ↑  Marzilli, V. (1989). «Up on the roof». Maine Fish and Wildlife. 31: 25–29
25. ↑  «Common nighthawk». Government of Ontario. 10 de setembro de 2009